# الغزو الثقافي
الغزو الثقافي أو مقدمات تأسيسية في مقولتي الغزو الثقافي والتبادل الثقافي تأليف المرجع الإيراني الشيعي ومرشد الثورة الإسلامية الإيرانية علي خامنئي، حيث جمع فيه خطبه وبياناته حول الغزو الثقافي ضد العالم الإسلامي لكثرتها، والغزو الثقافي من الموضيع المهمة التي يكررها علي خامنئي ويؤكد عليها دائما في خطبه، ولكثرة المطالب تم تجزئة المطالب في ثلاثة أجزاء.

## المؤلف
علي جواد الحسيني خامنئي،( مشهد17 يوليو 1939 -) هو مرشد الثورة الإسلامية الإيرانية أعلى مقام في إيران بعد مؤسسها روح الله الخميني، ومن مراجع المذهب الشيعي في العصر الحاضر، والرئيس الثالث للجمهورية والذي انتخب لدورتين متتاليتين منذ عام 1981 م - 1989 م، كان من الروحانيين المبارزين البارزين لنظام الشاه، اُعتقل من قبل الساواك ونُفي، له العديد من الكتب والتي طبعت بعضها وترجم للغات الآخرى كالعربية والأنجليزية ولازال البعض الآخر بدون طباعة وترجمة.

## الغزو الثقافي
الغزو الثقافي أو الغزو الفكري من المواضيع المهمة التي ألفت فيه العديد من الكتب منها:
1. الغزو الثقافي يمتد في فراغنا، محمد الغزالي[3]
2. الغزو الفكري، محمد جلال كشك[4]
3. الغزو الثقافي ومقالات أخرى، غازي القصيبي[5]

وقد أولى مرشد الثورة الإيرانية خامنئي اهتماماً خاصاً بهذا الموضوع، فلديه الكثير من الخطب والبيانات التي يعرض فيها هذا الموضوع ويكرره ويؤكد عليه وعلى أهميته وآثاره وخطره على العالم الإسلامي عامة وعلى الشعب الإيراني خاصة.

## الكتاب
الكتاب عبارة عن مقتطفات من خطابات وبيانات صدرت من علي خامنئي في مناسبات مختلفة، وللحجم الكبير للكتاب وزع محتواه إلى ثلاثة أجزاء في ثلاثة محاور:
1- الغزو الثقافي للعالم الإسلامي ولإيران قبل الثورة الإسلامية وبعدها.
2- الوظيفة التي ينبغي لشعب والمسؤؤلين القيام بها في مواجهة الغزو الثقافي.
3- مهام الأجهزة الثقافية ورسالة المراكز الفنية والأدبية في مواجهة الغزو الثقافي.

## فهرس الكتاب

### الجزء الأول
- المقدمة
- الفصل الأول:مقدمات تأسيسية في مقولتي الغزو الثقافي والتبادل الثقافي.
- الفصل الثاني:العالم الإسلامي والغزو الثقافي.
- الفصل الثالث: الثورة الإسلامية والغزو الثقافي.

## الترجمة
قام جواد علي كسار بترجمة خطابات وبيانات خامنئي، وعملت جميعة المعارف الإسلامية الثقافية على طبعها ونشرها

## مختارات من أقواله
- أن أهم عناصر الغزو الثقافي والذي يشكل الأساس فيه هو بذل الجهود لجرّ جيل الشباب نحو مستنقع الفساد والابتذال.
- يعود مبعث تأكيدي على الغزو الثقافي إلى أنّه يُشكل جبهة لم تُكتَشف بعد..وإذا لم نكتشف الجبهة التي يتحرك من خلالها العدو، وتتجمع عناصره عندها..وإذا لم نعرف نقطة نفوذه، فكيف يمكننا ان نمارس الدفاع؟.
- هم يخطفون أفضل الطاقات والعقول التي تتحلى بها بلادنا، بل ولم يسمحوا. في إطار إبقاء حالة التخلّف وترسيخ التبعية.للطاقات المستعدّة التي تلقت تعليمها في العالم الثالث نفسه، أن تعود للخدمة إلى بلادها.

### رأي خامنئي في الغزو الثقافي والتبادل الثقافي
أن الهدف من التبادل الثقافي هو إثراء الثقافة الوطنية وسوقها نحو التكامل.أما الغزو الثقافي فهو يهدف إلى استئصال الثقافة الوطنية واجتثاثها.
ففي إطار التبادل الثقافي يشبه الشعب الذي يتلقى ثقافة الآخر بالإنسان الذي يذهب إلى السوق وينتخب مايشاء من الطعام والدواء. أما في الغزو الثقافي فإن الشعب المستهدف يكون كالمريض الذي سقط إلى الأرض لايقوى على الحراك.ثم يأتي إليه العدو مُنتهزاً الفرصة ويحقنه بدواء. وعليه يكون التبادل الثقافي هو مبادرة تنطلق من عندنا، أما الغزو فهو مبادرة يمسك بها العدو، لذ نُعد التبادل إيجابياً، أما الغزو فهو امر سلبي.
ايضاً ينطلق مسار التبادل في زمن قوة الأمة واقتدارها وامتلائها، أما الغزو فيحصل في زمن ضعف الأمة وهزالها.

## انظر ايضاً
- الأصول الأربعة في علم الرجال
- القوة الناعمة (كتاب)

## وصلات خارجية
- مركز الحرب الناعمة للدراسات
- الفهرس العربي الموحد
- استراتيجيات الثقافة الإسلامية في عالم اليوم